# クワガタブーム
『クワガタブーム』とは1990年代後半より始まった日本産オオクワガタ、外国産クワガタを中心とした飼育、販売のブームである。子供から大人までを巻き込み、一時はオオクワガタの大きさを巡って大型個体が高額で取り引きされるなどマスコミにも取り上げられ大きな話題となった。

## 概要
1990年代中頃、菌糸によるクワガタムシの幼虫飼育法が確立、ビンに入った幼虫の餌が流通し始めるとこれまで困難であった成虫を産卵させて再び次世代の成虫まで育てる累代飼育が手軽になり、一気にファン層が広がる。またこの方法は天然には存在しえない程の大型個体を生育する事が可能であり、それまでオオクワガタを筆頭に大型や採集困難であった種の生体が高額で取り引きされていたこともあり、投機目的も絡んでクワガタ飼育が一気に大ブームとなる。さらには植物防疫法の改正によりこれまで禁止されていた外国産クワガタ、カブトムシの輸入が解禁され外国産のクワガタが流通しはじめるとブームにさらに拍車をかけた。
やがて飼育ノウハウの普及やショップの乱立により流通個体が増加し価格は沈静化、一時のブームは収まったが過剰な採集圧による自然での生育環境の破壊、ショップの過剰在庫や飼育に飽きた個体の自然への放虫による遺伝形質の混乱等の問題を残しながらもクワガタの累代飼育が趣味として定着する基盤となった。

## ブームの経緯

### ブーム以前のオオクワガタ
オオクワガタは今ではクワガタムシ類図鑑の先頭を飾り、「日本を代表するクワガタ」として認知、紹介されているが、クワガタブーム到来以前の1990年代前半まで、図鑑には載っているものの生息地や採集方法を知った一部の採集者以外めったに見ることもなく詳しい生態もまだ判っておらず、まさに幻のクワガタであった。1986年の『月刊むし』第185巻にオオクワガタ特集号が組まれ成虫よりの採卵、幼虫の飼育方法が紹介され話題にはなったが、まだ菌糸による幼虫の飼育方法も確立される以前であり、流通に乗る程の個体数も確保できなかったため学会誌や昆虫専門誌、パソコン通信のフォーラムを情報発信の場として熱心なファンや研究者の間で地道な観察、幼虫時の餌の研究が細々と行われているだけにとどまっていた。

### 飼育方法の確立
これまで幼虫時の餌として使われてきたのは自然下で幼虫が生息していた朽ち木や同種の木を粉砕したマットが主流であったが、1992年頃、キノコ栽培業者の研究により粉末化した材木にキノコ類の菌糸を成長させた菌糸ビンが開発、商品化された事により飼育のハードルが下がり幼虫飼育が普及、オオクワガタの大型個体の生育が可能になった。
この方法はオオクワガタ以外にも応用され、さまざまな研究により菌糸ビンは進化しながら普及していく。

### クワガタ輸入の解禁
1996年（平成8年）6月、植物防疫法が改正され、輸入が禁止されている生物であっても、申請を行い審査に通れば輸入許可が出ることになり、1997年（平成9年）4月に施行された。これはあくまで博物館での展示や研究を前提とした制度であったが、2000年（平成12年）にはさらに制度が緩和され、2001年時点で40種以上のカブトムシやクワガタが輸入できる状況に至った。

### 価格高騰、一大ブームへ
愛好家の間では大型個体や珍しい種が高額で取引されるようになり、それを当て込んだ投機の対象にもなった。異業種からの参入も多く、豊島区（当時）のソフトウェア会社「ソフタス」は1993年から社員の自宅でオオクワガタ飼育に取り組み、翌年にはオオクワガタ販売で400万円の利益をあげた。また長野電鉄は権堂駅の地下空間を利用してオオクワガタ飼育に取り組んだ。
ファンの間では菌糸の種類や温度管理等の生育方法が盛んに研究され、育成個体の大きさをミリ単位で競い合った。1999年には80mmのオオクワガタが1000万円で売買されたと報道が流れ、日本国外でも報道された。
それまでは『月刊むし』でクワガタ関連の情報が掲載されていたが、2001年11月に『月刊むし』増刊として甲虫類を専門に扱う専門誌である『BE-KUWA』が創刊される。また、それに先立ち、1995年から1998年にかけて甲虫類への人気の高まりを反映してビーファイターシリーズとビーロボカブタックが放映される。
それに追い打ちをかける様に2003年にはセガ・インタラクティブ（2015年3月まではセガ）よりトレーディングカードアーケードゲーム甲虫王者ムシキングが発表、小学館の学年別学習雑誌やTVアニメーションなどのメディアミックスプロモーションによりさらにブームを後追いした。

### 価格の沈静化とブームの終焉
やがて高品質な菌糸ビンの低価格化や飼育関連商品の充実、インターネットや雑誌等を通じて飼育ノウハウの情報が得やすくなったため家庭での飼育が普及、また研究により一部輸入希少種も飼育方法が確立し流通個体が増え、バブルともいえる高額での取引にも陰りが見え始めブームは終焉を迎える。

## ブームの残した物と現在のクワガタ飼育
かつては入手が困難だからこそ欲しくなるという欲望があり、メディアがそれに追従してイベント等を催しブームをさらに盛り上げるという構図であったが、今では一部種を除き入手が容易になったことで希少価値が下がり価格も急落した。これにより新規参入業者の撤退も相次ぎ市場規模は縮小したが趣味としてのクワガタ飼育は多くの昆虫愛好家に浸透し、一般にも認知されることとなった。
その一方、「天然物」のオオクワガタを求めるファンが有名な一部生息地に殺到、またかつては採集者が少なかった為大きな影響は与えていなかった「材割り採集法」もブームが訪れるとマナーを守らない乱獲者により過剰に行われたため自然下での幼虫の生育環境が激減、過剰な採集圧に開発等も重なり生息域はどんどん狭められており、2007年には環境省レッドリストにおいて準絶滅危惧から絶滅危惧II類に引き上げられた。また各都道府県においても絶滅寸前種や絶滅危惧種IA類、要注目種に指定されている。
また「脱走」や「飼育に飽きた」、または「ショップの過剰在庫」等の理由により外来種や本来の生息域ではない地域への放虫も問題となっており、外来種との交雑による遺伝子汚染、偏在する生息地域による亜種以下の個体の遺伝形質の変異等にも混乱が生じており、問題となっている。
この問題を受け環境省では2005年にクワガタムシを含む148種を要注意外来生物リストとして公表、「外来カブトムシ・クワガタムシ　逃がさないで・捨てないで」緊急キャンペーンを行い小池百合子環境大臣（当時）が専門店、ホームセンター、スーパー及び百貨店を訪問して遺棄防止を呼びかけるポスターの掲示依頼及び購入者に対する普及啓発を呼びかけた。